# 壯象鼻魚
壯象鼻魚，為輻鰭魚綱骨舌魚目象鼻魚科的其中一種。分布於非洲甘比亞及塞內加爾的淡水流域，棲息於水底，具有發電器官，用來偵測獵物，體深灰色或褐色，胸鰭長於頭部，尾柄纖細，背鰭軟條14-19枚，臀鰭軟條25-31枚，體長可達12.4公分。